# アメリカン・クライム・ストーリー/O・J・シンプソン事件
『アメリカン・クライム・ストーリー/O・J・シンプソン事件』（The People v. O. J. Simpson: American Crime Story）は、FXのトゥルー・クライム・アンソロジーテレビシリーズ『アメリカン・クライム・ストーリー』の第1シーズンである。シーズンは2016年2月2日に始まり、ジェフリー・トゥービンの書籍『The Run of His Life: The People v. O.J. Simpson』（1997年）を基にO・J・シンプソン事件を描いている。
シーズンはキャストの演技、演出、脚本が賞賛され、第68回プライムタイム・エミー賞では13部門で22の候補に挙がり、作品賞（リミテッドシリーズ部門）を含む9個の受賞を獲得した。
日本ではスター・チャンネルとスーパー！ドラマTVにより放送され、2022年2月28日まではNetflixが配信した。現在はAmazon Prime VideoとDisney+で配信中。

## キャストとキャラクター

### 検事側
クリストファー・ダーデン
演 - スターリング・K・ブラウン、日本語吹替 - 丹沢晃之
検察の特捜班だったがマーシャに検事補へと推薦され後に検事へと昇格して行く。
黒人の中流階級に育ち、人種差別と葛藤しながら検察官へとなり、同じ差別の壁を越えて弁護士へとなったコクランを尊敬している。
その一方でO・Jに対しては以前から懐疑的で、事件には人種問題は関係ない事を感じているが、コクランの対当により裁判がややこしくなって行く事で、真実がねじ曲げられて行くと敵対して行く。
OJの裁判でただ一人黒人として検察側となった事からマスコミからは黒人の裏切り者と誹謗中傷の標的にされて行く。
独身だが前妻との間に15歳の娘がいるがオークランドに残して疎遠となっている。
マーシャ・クラーク
演 - サラ・ポールソン、日本語吹替 - 永吉ユカ
女性検察官で今回のシンプソン事件の検事を任される。
シングルマザーで子育てをしながら検察の仕事をしており、本件も数々の物的証拠と過去の家庭内暴力の犯罪歴から、早々と裁判に決着がつくと考えていたが、コクランが検察及びロス市警の腐敗問題へと事件を発展させて行く事で追い詰められていく。
OJ裁判の前から離婚裁判で子供の親権で争っているが、OJ裁判で多忙になって行くことで状況が不利になり私生活にも影響が出始める。
またスターであるOJと敵対する立場であるためマスコミの誹謗の的へとなって行き、過去の破廉恥な写真を週刊誌にさらされ、離婚歴、服装や外見にいたるまで中傷されていく、心身ともにストレスに晒される中で、ダーデンと強い絆で結ばれて行く。
OJ事件を担当する以前は数々の事件で黒人女性の被害者を救ってきており、偏見もなく中立な事から黒人から好かれている。
ウィリアム・"ビル"・ホッジマン
演 - クリスチャン・クレメンソン、日本語吹替 -
サラと共に最初にＯＪ事件を担当する検事。当初はサラ共に裁判に早々と決着がつくと思っていたが、コクランの証人提示の開示の目こぼしの計略によって裁判中に心臓発作を起こして再起不能になる。
ギル・ガーセッティ
演 - ブルース・グリーンウッド、日本語吹替 - 加藤亮夫
ロサンゼルスの検察局長。次の知事選に出馬する予定であるが、裁判により検察局の腐敗を指摘され立場が次第に危うくなる。

### 被告側
O・J・シンプソン（愛称：ジュース）
演 - キューバ・グッディング・ジュニア、日本語吹替 - 藤原啓治
著名な元NFL選手にして芸能人。黒人で裸一貫で成功したスーパースターとして人気が高く高級住宅地ブレントウードに豪邸を構える。私生活では１０年前に白人女性のニコール・ブラウンと結婚したが、何度か離婚と結婚を繰り返して来た。ニコールが殺害された時、アリバイの無さや、目撃情報、物的証拠、過去にニコールに暴行容疑で何度も逮捕された経歴から容疑者として逮捕される。
メディアで見せてたスターの姿とは裏腹に貧困から脱出しスターの座を手に入れた立場ながら同族の黒人仲間には冷たく、付き合う友達も白人が多かった。
作中では感情的になりやすい人物として描かれている。

#### 弁護団(ドリームチーム)
ロバート・カーダシアン
演 - デヴィッド・シュワイマー、日本語吹替 - 相沢まさき
OJとは家族ぐるみの付き合いをしている民事訴訟専門の弁護士。当初はOJの無罪を信じていたが、裁判が進むごとにOJ以外に真犯人がいる可能性の低さを感じるようになり、有罪ではないかと感じるようになる。
ロバート・シャピロ
演 - ジョン・トラボルタ、日本語吹替 - 森田順平
弁護団の主任で著名人やセレブの弁護を多く担当する全米きっての敏腕弁護士。
OJの顧問弁護士だったハワード・ワイツマンが捜査中にいなかった事で腕のいい弁護士への交代をカーダシアンに進められOJに雇われる。
しかし裁判をほとんど司法取引に持ち込む事で有名で、OJの逃亡や数々の状況証拠から状況は不利になると考え、ベイリーやコクランを雇わせ司法取引に持ち込もうと策略していたが、無罪判決を勝ち取ろうとするコクランら他の弁護士と対立し、主任の座をコクランに奪われる。警察や検察にも顔が利く一方で常に自己保身を最優先に考えており、裁判が警察組織の腐敗の追及へと発展していく事でロドニー・キング事件以来の新たなロス暴動に発展する事を何より恐れている。
ジョニー・コクラン
演 - コートニー・B・ヴァンス、日本語吹替 - 中博史
黒人弁護士の第一人者と呼ばれている人物でマイケル・ジャクソンの幼児虐待虐待裁判を担当した経歴もある。
以前からロス市警の人種差別問題をメディアに訴えてきたが、今回のＯＪ事件に人種問題の影があると考えたシャピロの提案でＯＪに弁護団に加わる。
ベイリーにそそのかされ、シャピロが司法取引に向けてこけおどしに雇ったと分かると、シャピロを主任の座から下ろして自ら主任へとなる。
ロス市警の人種差別への恨みが強く、ＯＪ事件を人種問題として争点を当て、勝つためにＯＪのイメージをねつ造し、警察官の差別思想を掘り下げるなど、警察組織そのものを揺るがしかねない事態へと裁判を発展させて行く。
F・リー・ベイリー
演 - ネイサン・レイン、日本語吹替 - 荒井勇樹
ボストン絞殺魔事件やパティ・ハーストの事件等、有名な裁判の弁護で活躍してきた大物弁護士。
OJが逃亡を図った事で同じく逃亡をしながら無罪を勝ち取ったサム・シェパードの弁護を行った経験からシャピロへの助け舟で弁護団に加わる。
酒豪で有名らしく周りからネタにされることが多い。
シャピロの知名度を上げるための無料奉仕として弁護料をノーギャラにされた事で、シャピロを裏切り、コクランに主任になるように促す。コクランの人種問題の争点を全面的に後押しし、黒人では出来ない差別発言への尋問や、差別地域への証拠提示等に尽力する。ファーマンに対して「ニガーという言葉を使った事がありますか？」と尋問をし、テレビで中継されたことで全米を騒がす事となる。
アラン・ダーショウィッツ
演 - エヴァン・ハンドラー、日本語吹替 -
黒を白にする男という異名を持つ弁護士でマイク・タイソンのレイプ事件を担当した経験もある。
ただし一言目にはハーバードの名前を出す事で、他の弁護士からは鼻もちならない人物としてうとまれる。
マスコミにOJ事件は勝ち目がないと誹謗していたためベイリーの指示により口止めとして弁護を任される。裁判の争点を証拠の採取方法や操作方法が的確だったのかという警察側の落ち度に争点を当てさせ証拠をすべて不利にするように打ち負かす作戦に出ようとする。
バリー・シェック
演 - ロブ・モロー、日本語吹替 -
DNA鑑定で冤罪を晴らしてきた弁護士。ダーショウィッツがDNAが裁判の決め手になると考え弁護団に連れてくる。検察側の証拠として提示された血痕のDNAの採取方法や温度管理が適切だったのかを軸に事件の物証を崩していく戦法に出るように勧める。
カール・E・ダグラス
演 - デール・ゴッドボルド、日本語吹替
コクランがアシスタントとして連れて来た弁護士。
ショーン・チャップマン
演 -  エンジェル・パーカー、日本語吹替
コクランがアシスタントとして連れて来た弁護士。

### 裁判官及び警察側
マーク・ファーマン
演 - スティーヴン・パスクール、日本語吹替 -
ロス市警の刑事。OJ事件の物的証拠の第一発見者。人種差別の多い地域で育った白人至上主義者で、事件以前から警察署内で黒人を差別する言動が多い事からシャピロに目を付けられ「ロス市警は黒人差別からOJを陥れた」と弁護団たちから裁判の争点にされ、吊し上げの標的にされていく、事件そのものが差別主義者のファーマンのねつ造だったのではないかとイメージが植え付けられていきマスコミの袋叩きにされて行く。
トム・ラング
演 - クリス・バウアー、日本語吹替 -
ロス市警の刑事。OJ事件の捜査した刑事の一人、コクランとは巡査部長時代からの旧友。
OJにニコールが死んだ事を連絡した際、死因や子供の心配をしなかった事から不審に思う。
物的証拠となった靴を仕事の後に車に入れっぱなしにして持ち帰ったことが発覚し、コクランら弁護団から詰められることとなる。
フィリップ・ヴァナター
演 - マイケル・マグレイディ、日本語吹替 -
ロス市警の刑事。OJ事件の捜査した刑事の一人。
OJを最初に手錠をかけた人物でニコールが以前からDV被害を訴えてた事を知っており勝手な先入観でOJを逮捕したんじゃないかとコクランから追及される。
ランス・A・イトー
演 - ケネス・チョイ、日本語吹替 -
日系人の裁判官。人種問題に中立の立場からOJ事件の裁判長になる。
中立な立場で公平に裁判を進めようとするが、陪審員たちの不備が発覚して度重なる交代をすることとなり、マスコミから中傷される。また過去に白人の妻がファーマンとトラブルを起こした過去が発覚し、ファーマンが彼女の悪口を言うテープが録音されることで、裁判が危機的状況へとなる。裁判長となった事で俳優のアーセニオ・ホールからファンレターをもらう。
アルマンダ・クーリー
演 - スーザン・ビュービアン 、日本語吹替 -
陪審員長。裁判の長期化で半年以上拘留される中、待遇に耐えられず喪服を着て裁判に出廷し待遇に抗議する。
ちなみに演じるスーザン・ビュービアンは裸の銃を持つ男でO・J・シンプソン(ノードバーグ)の妻役で出演しており。実際にOJと共演したことのあるキャストである。

### その他
フレッド・ゴールドマン
演 - ジョセフ・シラヴォ、日本語吹替 -
事件の犠牲者となったロナルドの父親。検察側のマーシャに真相の究明と正義の裁きを願いながら、OJの裁判がニコールの夫婦喧嘩や人種問題ばかりに争点を当てられ、息子の話がほとんどなく、薬物の売人だったという汚名まで着せられたことにより、作中一番の被害者へとなって行く。
ドミニク・ダン
演 - ロバート・モース、日本語吹替 -
作家でジャーナリスト。
女優だった娘のドミニク・ダンが恋人に殺された過去を持つ。イトウから被害者側の特別傍聴席を用意される。
OJとニコールの過去のDV事件から二人の因果関係を調査する、白人のスポンサーが多い。
フェイ D.レズニック
演 - コニー・ブリットン、日本語吹替 -
OJの妻のニコールの親友。裁判前の陪審員の選定中にOJとニコールについての暴露本「愛されすぎた女の悲劇」を出し、裁判に支障をきたす事へと発展する。
アル・コーリングス(AC)
演 - マルコム＝ジャマル・ワーナー、日本語吹替 -
元フットボール選手でOJの旧友。OJの逃亡に手を貸してしまい白のブロンコを運転し、全米で生中継される事態へと発展させる。
ケイトー・ケリン
演 - ビリー・マグヌッセン、日本語吹替 -
OJがゲストハウスを貸している同居人でニコールの親友。売れない俳優だが事件の影響で一躍有名人となる。その一方でOJを疑う人からは白い目で見られる。
ジェフリー・トゥービン
演 - クリス・コナー 、日本語吹替 -
米誌ザ・ニューヨーカーの記者。OJ事件の目撃者が出演料目当てにメディアで証言することを記事に書こうとしていたが。シャピロがOJ事件には人種問題の影があるとインタビューで答えたことで記事になり裁判の争点に人種問題が絡み始める。
クリス・ジェンナー
演 - セルマ・ブレア、日本語吹替 -
ロバートの元妻。OJは息子の名付け親でニコールは親友だった。
OJの性格を知っており、動機的にも犯行はOJ以外はありえないと当初から言及する。
デニス・シャッツマン
演 - レナード・ロバーツ、日本語吹替 -
黒人新聞ロサンゼルス・センティネルの記者。以前から人種差別問題を取り上げており、OJの逮捕も人種差別から来る陰謀だと吹聴する。
デニス・ブラウン
演 - ジョーダナ・ブリュースター 、日本語吹替 -
OJの元妻ニコールの妹。以前からOJが普段からニコールにDVをしていることを何度も目撃している。
ルー・ブラウン
演 - ギャレット・M・ブラウン、日本語吹替 -
OJの元妻ニコールの妹。
キム・ゴールドマン
演 - ジェシカ・ブレア・ハーマン 、日本語吹替 -
事件の犠牲者となったロナルドの妹。
リネル・シャピロ
演 - シェリル・ラッド、日本語吹替 -
ロバート・シャピロの妻。ロバートがOJの弁護士となったことで周りの友人から避けられるようになり、弁護を辞退したらいいのでは？と問いかける。
ラリー・キング
演 - 本人役 、日本語吹替 -
アメリカで特に影響力のある大物ニュースキャスター。『ラリー・キング・ライブ』にOJシンプソン事件が取り上げられ、事件の関係者や弁護士らが出演し弁護士同士の小競り合いや本の出版の事等、世論を揺るがす事態へとなって行く。
デイル・コクラン
演 -キーシャ・シャープ、日本語吹替 -
ジョニー・コクランの後妻。夫婦関係は良好だったが、裁判が進むにつれコクランの過去の不倫の事までメディアに取り上げられるようになり、関係が悪化する。

### ゲスト
- ローラ・マッキニー - マーガリート・モロー（英語版）
- マイケル・ダーデン - クワメ・パターソン
- ジル・シヴェリー - ロミー・ローズモント（英語版）
- ポーラ・バルビエリ - アンジー・パターソン
- ダーデン氏 - デュエイン・シェパード・Sr
- アラン・パーク - ボー・ワイリック（英語版）

## あらすじ
元人気NFL選手であり俳優の黒人O.J.シンプソンが、白人の元妻とその友人の殺人犯として捜査対象となり、テレビ中継が追いかける中で逃亡した末に逮捕される。シンプソンは著名弁護士を集めて弁護団を結成し、マスコミの注目が集まる中で裁判が進行する。弁護団は裁判を人種対立の方向に導き、警察官の差別的言動や証拠の取り扱いの不備をつく。疑わしきは罰せずの原則に基づいてシンプソンは無罪となるが、多くの人は彼が有罪だと考える。

## エピソード
| 通算 話数 | タイトル                                             | 監督                       | 脚本                                                                                         | 放送日        | 製作 番号 | 米国視聴者数 (百万人) |
| --- | ---------------------------------------------------- | -------------------------- | -------------------------------------------------------------------------------------------- | ------------- | --------- | --------------------- |
| 1 | "被疑者O・J・シンプソン" "From the Ashes of Tragedy" | ライアン・マーフィー       | スコット・アレクサンダー&ラリー・カラゼウスキー                                              | 2016年2月2日  | 1WAX01    | 5.12                  |
| 1994年6月13日早朝、ニコール・ブラウン・シンプソンとロン・ゴールドマンの惨殺死体がブレントウッドのブラウンのコンドミニアムの玄関で発見される。容疑者としてブラウンの元夫であり、NFLのスーパースターで俳優のO・J・シンプソンが浮上する。事件を担当する地区検事のマーシャ・クラークはシンプソンが過去数回に渡って妻に暴行を働いていたことを知る。一方で有能な黒人弁護士でかつての地区検事のジョニー・コクランは、知己の黒人検事のクリストファー・ダーデンに、検察の立場では人種問題に立ち向かうのは難しいと説得する。シンプソンは刑事の取り調べを受けるが曖昧な答えで信憑性に欠け、6月12日の時系列も明確にされなかったため、彼を有罪であると疑うクラークを激怒させる。シンプソンの友人のロバート・カーダシアンは有名人ばかりを担当してきた弁護士のロバート・シャピロを新たに起用させる。シンプソンは自分に銃を突きつけて自殺を仄めかし、カーダシアンは彼を説得して止めようとする。やがて警察官が2人の殺害容疑でシンプソンを逮捕しにやってくるが、既に彼は姿を消している。カーダシアン、シャピロ、警察官たちは家中を捜索し、シンプソンがアル・コーリングスが運転する白のフォード・ブロンコで逃亡したことを理解する。 |                                                      |                            |                                                                                              |               |           |                       |
| 2 | "命がけの逃走" "The Run of His Life"                 | ライアン・マーフィー       | スコット・アレクサンダー&ラリー・カラゼウスキー                                              | 2016年2月9日  | 1WAX02    | 3.90                  |
| 記者会見でギル・ガーセッティ検事は州を挙げてシンプソンを捜索すると発表する。シャピロとカーダシアンは自殺を仄めかすシンプソンの手紙を発見し、最悪の事態を想定する。シャピロは自身の名声を守るために記者会見を開き、カーダシアンはシンプソンの手紙をメディアの前で読み上げる。ロサンゼルスのフリーウェイI-405を走るドライバーがシンプソンの白いブロンコを発見し、警察に通報し、さらにマスメディアも駆けつけたために低速のチェイスとなる。シンプソンはカウリングスにブレントウッドの自宅まで運転させるが、当初は車外へ出るのを拒否する。カーダシアンの電話での説得によりシンプソンは投降し、ニコール・ブラウン・シンプソンとロン・ゴールドマン殺害容疑で逮捕、起訴される。 |                                                      |                            |                                                                                              |               |           |                       |
| 3 | "ドリームチーム" "The Dream Team"                    | アンソニー・ヘミングウェイ | D・V・デヴィンセンティス                                                                     | 2016年2月16日 | 1WAX03    | 3.34                  |
| シンプソンが逮捕されるとシャピロは弁護団を結成し始め、一方でクラークはシンプソンをニコール・ブラウン・シンプソンとロン・ゴールドマン殺害で起訴し、死刑も選択肢にあるとメディアに発表する。クラークは証拠の手袋と血痕を示し、ほとんどのメディア、そしてクラーク自身も検察の容易な勝利を確信する。『タイム』誌は色調を黒くしたシンプソンの写真を表紙として採用し、メディア間で人種差別論争を引き起こす。シャピロはまずF・リー・ベイリーを弁護団に誘い、さらに彼の勧めでアラン・ダーショウィッツを雇う。ダーショウィッツは犯行現場で発見された手袋に付着したDNAが改竄されている可能性があると主張すべきだと述べ、さらにシャピロはそれを発見したロサンゼルス市警のマーク・ファーマン刑事がこれまでに何度も人種差別的な発言をしていたことを知る。『ザ・ニューヨーカー』誌の記者の取材でシャピロはロサンゼルス市警には人種差別主義思想が蔓延し、シンプソンを陥れているのだと主張する。シンプソンはシャピロ、ベイリー、カーダシアンと面会し、弁護団の最後の1人としてコクランを勧められ、当初は拒んだものの最終的に渋々ながら同意する。一方で検察はメディアに多くの証拠が漏洩してしまった後での裁判を余儀なくされ、さらにシャピロの弁護方針を知って慌てる。                                                                                          |                                                      |                            |                                                                                              |               |           |                       |
| 4 | "100パーセント無罪" "100% Not Guilty"                | アンソニー・ヘミングウェイ | マヤ・フォーブス&ウォレス・ウォロダースキー& スコット・アレクサンダー&ラリー・カラゼウスキー | 2016年2月23日 | 1WAX04    | 3.00                  |
| シャピロの「ドリームチーム」は裁判に臨み、検察のあらゆる言動に異議を唱える戦略を採用する。裁判が人種論争に傾き始めるにつれ、コクランの方が弁護団の主導権を握るべきだという風潮になるが、シャピロは主任弁護士の座を引き渡さない。最終的にベイリー、コクラン、カーダシアンはシャピロの休暇中にクーデターを起こし、シンプソンに主任弁護士をコクランに変えるように説得する。担当判事はランス・イトーに決定し、陪審員の選出が始まると両陣営は自分たちに有利な人種構成にするように務める。クラークとコクランはどちらも白人はシンプソンに否定的、黒人男性は好意的であり、そして黒人女性もまた彼に否定的であると推論し、それぞれ理由を述べる。コクランは白人女性と結婚したシンプソンを黒人女性は嫌っていると述べ、一方でクラークはシンプソンから暴力を受けていたニコールに黒人女性は同情するだろうと考える。しかしながらこの推測に反し、陪審員候補のほとんどの黒人女性は男性と同様にシンプソンを支持する。ニコールの知人のフェイ・レスニックはニコールの私生活やシンプソンとの関係を詳述した本を出版してメディアを騒がせ、裁判に影響を与える。クラークたちは当初よりも裁判が難しくなることを認識し、カリスマ性を持つコクランに対抗するためには検察側にも黒人が必要であると判断する。彼女はクリストファー・ダーデンに会って検察団に加わるように頼む。 |                                                      |                            |                                                                                              |               |           |                       |
| 5 | "公判開始" "The Race Card"                           | ジョン・シングルトン       | ジョー・ロバート・コール                                                                     | 2016年3月1日  | 1WAX05    | 2.73                  |
| 初公判が開かれ、ダーデンは陪審員の多数を占める黒人たちが事件の人種論争によって揺さぶられる可能性を語るが、コクランはそれに猛反論し、検察官たちに屈辱を与える。クラークはダーデンを証人のマーク・ファーマン刑事の担当とする。ダーデンはファーマンに悪い印象を持ち、人種差別主義者であると疑い、証人から外すべきであると主張する。だがクラークに無視されて事件における自身の役割を迷い始める。一方でコクランは陪審員の現場検証対策として、シンプソンの自宅を黒人らしさを誇張するように模様替えする。裁判中、弁護側が規則を破って新たな証人を招こうとすると共同訴追者のウィリアム・ホッジマンがパニック発作を起こしてその場で卒倒する。クラークは後任としてダーデンを共同訴追者に指名する。ダーデンはファーマンの担当を外れる。ダーデンの疑惑は的中し、ファーマンはナチスの勲章をコレクションしていたのだが、検察官たちはそれをまだ知らない。 |                                                      |                            |                                                                                              |               |           |                       |
| 6 | "女性検察官の苦悩" "Marcia, Marcia, Marcia"          | ライアン・マーフィー       | D・V・デヴィンセンティス                                                                     | 2016年3月8日  | 1WAX06    | 3.00                  |
| クラークは自身の泥沼の離婚裁判に悩まされ、またメディアに有名人扱いされ、態度とファッションを批判されて戸惑う。テレビ局は予定を変更して裁判を中継する。ダーデンとクラークは仕事の後に飲んでダンスを楽しむ。『ロサンゼルス・タイムズ』の記者は過去に前妻にドメスティックバイオレンスを振るっていた件についてコクランを取材する。クラークはメディアの批判をかわすために髪型を変えるが上手く行かない。ベイリーはファーマンに過去10年間に「ニグロ」という言葉を使ったことがあるかを尋ね、強く否定される。ダーデンは弁護団のようにメディアに取り上げられることに耐えられないと吐露するクラークを慰める。 |                                                      |                            |                                                                                              |               |           |                       |
| 7 | "陰謀説" "Conspiracy Theories"                       | アンソニー・ヘミングウェイ | D・V・デヴィンセンティス                                                                     | 2016年3月15日 | 1WAX07    | 2.89                  |
| シャピロは他の弁護士たちに司法取引をする方針に転換するよう説得を試みる。カーダシアンは一向に他の容疑者が浮上しないためにシンプソンの話を信じられなくなり始める。クラークはダーデンと共にオークランドで開かれた彼の友人の誕生パーティーに出席し、親密さを深める。裁判でシャピロは犯行現場で発見された手袋が小さいことに気づき、シンプソンに試着させるようダーデンを罠にかける。手袋はシンプソンの手には小さすぎることが明らかになる。 |                                                      |                            |                                                                                              |               |           |                       |
| 8 | "囚われの陪審員" "A Jury in Jail"                    | アンソニー・ヘミングウェイ | ジョー・ロバート・コール                                                                     | 2016年3月22日 | 1WAX08    | 2.91                  |
| 陪審員たちは長期間にわたって隔離されているために苛立ちを募らせる。弁護団と検察団は互いに不利な陪審員を排除するために彼らの経歴の嘘やシンプソンとの接点を指摘して何人も解任させる。手袋試着が失敗に終わると誰もがシンプソンの無罪に傾くと思われたが、クラークがDNA鑑定の証拠を提出すると疑惑が再燃する。親友であるカーダシアンですらシンプソンを疑いだしていたが、コクランとシャピロはこれにまだ気付かない。 |                                                      |                            |                                                                                              |               |           |                       |
| 9 | "波乱を呼ぶテープ" "Manna from Heaven"               | アンソニー・ヘミングウェイ | スコット・アレクサンダー&ラリー・カラゼウスキー                                              | 2016年3月29日 | 1WAX09    | 2.76                  |
| シンプソンの弁護団は黒人の容疑者を暴行、殺害、さらには罪を着せる話を楽しんで語るファーマンのテープを入手する。さらにこのテープでファーマンがランス・イトー判事の妻である警察幹部も中傷していたことが判明して審理無効の可能性が浮上する。テープのうちファーマンが「ニグロ」と語り過去の偽証を証明する部分だけが証拠として採用されるが、証言台に立ったファーマンは全ての質問に黙秘し、クラークを困惑させる。 |                                                      |                            |                                                                                              |               |           |                       |
| 10 | "評決" "The Verdict"                                 | ライアン・マーフィー       | スコット・アレクサンダー&ラリー・カラゼウスキー                                              | 2016年4月5日  | 1WAX10    | 3.27                  |
| 最終日、シンプソンは証言台に立つことを拒否し、自分は無実であり裁判をやり遂げて家族のもとへ帰るのが望みであると声明を出す。陪審員たちはわずか4時間で審議を終わらせてシンプソンに無罪の評決を下し、アメリカ中が歓喜と衝撃に包まれる。シンプソンは日常へと戻るが、裁判前とは別の人間として世間から見られていることにすぐに気づく。家族には歓迎されるが、多くの人々には無罪を勝ち取った殺人犯であるとみなされる。ホームパーティを開いて真犯人を見つける意向を表明するが、カーダシアンなど多くの友人は彼から去っていく。最後の場面、落ち込んだ孤独なシンプソンが裏庭に行き、フットボールのスターの自分の銅像を眺める。エピローグで主要な関係者の近況、そしてニコールとロンの写真と生没日が示される。 |                                                      |                            |                                                                                              |               |           |                       |

## 評価

### 批評家の反応
『アメリカン・クライム・ストーリー』第1シーズンは批評家からは概ね高評価された。レビュー収集サイトのRotten Tomatoesでは64件のレビューに基づいて支持率は97%、平均点は8.6/10であり、「『アメリカン・クライム・ストーリー/O・J・シンプソン事件』は実際の物語に耐えうる最高の脚本、演出、演技をもたらし、事実をより明確にし、その途中で熱烈な反応を引き起こす」とまとめられている。Metacriticでは第1シーズンは43件の批評に基づいて加重平均値を90/100と示した。
多くの評論家たちはキャストの演技、特にポールソンとヴァンスのそれを絶賛した。『ハリウッド・リポーター』のダン・フェインバーグはポールソンとヴァンスの演技を賞賛し、「クラークの不快感がますにつれ、ポールソンのチックの集まりはますます人間になっているように見える。（中略）ヴァンスのコクランは往々にして陽気だが、時には内向的で常にインテリジェントである力動的な範囲を持っている」と書いた。『バラエティ』のブラアン・ロウリーは脇役のキャスティング、特にフェイ・レスニック役のコニー・ブリットン、F・リー・ベイリー役のネイサン・レインを絶賛した。
一方でシャピロとシンプソンを演じたトラボルタとグッディングに関しては賛否両論となった。『バラエティ』のブラアン・ロウリーはこの役のトラボルタを「酷い」と言い、「はい、シャピロは堅く、慎重なトーンで喋っていたが、俳優の過度に控えめな台詞回しは周囲のより微細な描写とは対照的で、弁護士を道化者に変えてしまっている」と続けた。『ヴァニティ・フェア』のニコール・ジョーンズは彼の演技を「古臭く意図的だ」と評した。『ハリウッド・リポーター』のダン・フェインバーグもまた彼の演技を「眉間からの魅惑的で悪い演技」と批判した。続いて彼は「不必要なアクセントはエピソードによって異なり、トラボルタのレーザー強度は時折アーチやほとんど歌舞伎のように感じ、シャピロをこのアンサンブルの一部というよりも次の『アメリカン・ホラー・ストーリー』からの恐ろしいキャラクターに変えてしまう」と評した。『ヴァニティ・フェア』のモーリーン・ライアンは逆にシーズンが進むにつれてトラボルタに感銘を受けており、「私は困惑した不信の領域から始まり、アミューズメントに到着し、究極的には誠実な感謝の場所に旅した。あなたはトラボルタから目を離すことができず、それは蠱惑の一部だろう」と評した。『ガーディアン』のデイヴ・シリングはグッディングの演技を批判し、「彼のうんざりするような声は本物のO・J・シンプソンの深い、凛然たるトーンのようには聞こえない」と述べた。一方でジョー・マクガバンはグッディングの演技に肯定的で、彼のキャスティングは「危険を冒してそれを取り除く」と評している。

### 関係者の反応
スティーヴン・パスクァールが演じたマーク・ファーマン本人は、シリーズの視聴を拒否し、彼の描写を非凡なものだと述べた。『ニューヨーク・ポスト』のインタビューで彼は「私は過去20年にわたってメディア、ジャーリスト、そして一般市民によって政治的に正しい物語の中に収まらないという理由で事実が却下されるのを見てきた。FXは多くの告発源を抜きにしてこのシリーズと共に歴史的なアーティファクトを確立しようとしている。アメリカ人の読書量が少なく、調査ジャーナリズムが休眠中であるこの時代に、この作品がこの悪名高い裁判の歴史的な証言となってしまうのは悲しいことだ。結局のところそれは『実際の出来事に基づく』だ」と語った。
マーシャ・クラークはシリーズを賞賛し、ポールソンによる演技を「驚異的」だと評した。クラークはポールソンがこれによりエミー賞を受賞した際に授賞式に駆けつけた。
ロン・ゴールドマンの父親のフレッド・ゴールドマンはシリーズを批判し、ロンについての描写が少なく、ほぼ死体としてしか登場していないと指摘した。また当時を知らない若い世代が全ての描写が正確であると考えてしまうことへの懸念を示した。

### 視聴者数
| 話数 | タイトル               | 放送日        | レイティング/シェア (18-49) | 視聴者数 (百万人) | DVR (18-49) | DVR視聴者数 (百万人) | 合計 (18-49) | 合計視聴者数 (百万人) |
| ---- | ---------------------- | ------------- | --------------------------- | ----------------- | ----------- | -------------------- | ------------ | --------------------- |
| 1    | 被疑者O・J・シンプソン | 2016年2月2日  | 2.0                         | 5.11              | 1.6         | 3.86                 | 3.6          | 8.97                  |
| 2    | 命がけの逃走           | 2016年2月9日  | 1.5                         | 3.89              | 1.9         | 4.37                 | 3.4          | 8.26                  |
| 3    | ドリームチーム         | 2016年2月16日 | 1.3                         | 3.33              | 1.6         | 3.45                 | 2.9          | 6.78                  |
| 4    | 100パーセント無罪      | 2016年2月23日 | 1.3                         | 2.99              | 1.4         | 3.35                 | 2.7          | 6.34                  |
| 5    | 公判開始               | 2016年3月1日  | 1.1                         | 2.72              | 2.0         | 4.28                 | 3.1          | 7.00                  |
| 6    | 女性検察官の苦悩       | 2016年3月8日  | 1.2                         | 3.00              | 1.8         | 4.03                 | 3.0          | 7.03                  |
| 7    | 陰謀説                 | 2016年3月15日 | 1.2                         | 2.89              | 1.7         | 3.88                 | 2.9          | 6.77                  |
| 8    | 囚われの陪審員         | 2016年3月22日 | 1.2                         | 2.91              | 1.3         | 3.01                 | 2.5          | 5.92                  |
| 9    | 波乱を呼ぶテープ       | 2016年3月29日 | 1.1                         | 2.76              | 1.8         | 3.99                 | 2.9          | 6.75                  |
| 10   | 評決                   | 2016年4月5日  | 1.3                         | 3.27              | 1.6         | 3.51                 | 2.9          | 6.78                  |

### 受賞とノミネート
| 開催年 | 主催                                                                 | 部門                                                                                           | 対象 | 結果       |
| ------ | -------------------------------------------------------------------- | ---------------------------------------------------------------------------------------------- | --- | ---------- |
| 2016   | BETアワード                                                          |                                                                                                | |            |
| 2016   | BETアワード                                                          | 男優賞                                                                                         | コートニー・B・ヴァンス | ノミネート |
| 2016   | プライムタイム・エミー賞                                             |                                                                                                | |            |
| 2016   | 作品賞 (リミテッドシリーズ部門)                                      | 『アメリカン・クライム・ストーリー/O・J・シンプソン事件』                                      | 受賞 |            |
| 2016   | 主演男優賞 (リミテッドシリーズ・映画部門)                            | コートニー・B・ヴァンス                                                                        | 受賞 |            |
| 2016   | 主演男優賞 (リミテッドシリーズ・映画部門)                            | キューバ・グッディング・ジュニア                                                               | ノミネート |            |
| 2016   | 主演女優賞 (リミテッドシリーズ・映画部門)                            | サラ・ポールソン                                                                               | 受賞 |            |
| 2016   | 助演男優賞 (リミテッドシリーズ・映画部門)                            | スターリング・K・ブラウン                                                                      | 受賞 |            |
| 2016   | 助演男優賞 (リミテッドシリーズ・映画部門)                            | デヴィッド・シュワイマー                                                                       | ノミネート |            |
| 2016   | 助演男優賞 (リミテッドシリーズ・映画部門)                            | ジョン・トラボルタ                                                                             | ノミネート |            |
| 2016   | 監督賞 (リミテッドシリーズ・映画・ドラマティックスペシャル部門)      | ライアン・マーフィー (「被疑者O・J・シンプソン」)                                              | ノミネート |            |
| 2016   | 監督賞 (リミテッドシリーズ・映画・ドラマティックスペシャル部門)      | ジョン・シングルトン (「公判開始」)                                                            | ノミネート |            |
| 2016   | 監督賞 (リミテッドシリーズ・映画・ドラマティックスペシャル部門)      | アンソニー・ヘミングウェイ (「波乱を呼ぶテープ」)                                              | ノミネート |            |
| 2016   | 脚本賞 (リミテッドシリーズ・映画・ドラマティックスペシャル部門)      | スコット・アレクサンダー&ラリー・カラゼウスキー (「被疑者O・J・シンプソン」)                   | ノミネート |            |
| 2016   | 脚本賞 (リミテッドシリーズ・映画・ドラマティックスペシャル部門)      | ジョー・ロバート・コール (「公判開始」)                                                        | ノミネート |            |
| 2016   | 脚本賞 (リミテッドシリーズ・映画・ドラマティックスペシャル部門)      | D・V・デヴィンセンティス (「女性検察官の苦悩」)                                                | 受賞 |            |
| 2016   | プライムタイム・クリエイティブ・アーツ・エミー賞                     |                                                                                                | |            |
| 2016   | キャスティング賞 (リミテッドシリーズ・映画・スペシャル部門)          | Jeanne McCarthy、Nicole Abellera Hallman、Courtney Bright、ニコール・ダニエルズ                | 受賞 |            |
| 2016   | 撮影賞 (リミテッドシリーズ・映画部門)                                | ネルソン・クレイグ (「被疑者O・J・シンプソン」)                                                | ノミネート |            |
| 2016   | 衣裳賞 (ピリオド/ファンタジーシリーズ・リミテッドシリーズ・映画部門) | Hala Bahmet、Marina Ray、Elinor Bardach (「女性検察官の苦悩」)                                 | ノミネート |            |
| 2016   | ヘアースタイリング賞 (リミテッドシリーズ・映画部門)                  | Chris Clark、Natalie Driscoll、Shay Sanford-Fong、Katrina Chevalier                            | 受賞 |            |
| 2016   | 非補綴物メイクアップ賞 (リミテッドシリーズ・映画部門)                | Eryn Krueger Mekash、Zoe Hay、Heather Plott、Deborah Huss Humphries、Luis Garcia、Becky Cotton | ノミネート |            |
| 2016   | シングルカメラ作品編集賞 (リミテッドシリーズ・映画部門)              | アダム・ペン (「被疑者O・J・シンプソン」)                                                      | ノミネート |            |
| 2016   | シングルカメラ作品編集賞 (リミテッドシリーズ・映画部門)              | C. Chi-Yoon Chung (「公判開始」)                                                               | 受賞 |            |
| 2016   | シングルカメラ作品編集賞 (リミテッドシリーズ・映画部門)              | スチュアート・シル (「評決」)                                                                  | ノミネート |            |
| 2016   | 音響賞 (リミテッドシリーズ・映画部門)                                | ダグ・アンダハム、ジョー・アール、ジョン・バウマン (「被疑者O・J・シンプソン」)                | 受賞 |            |
| 2016   | TCA賞                                                                |                                                                                                | |            |
| 2016   | 年間番組賞                                                           | 『アメリカン・クライム・ストーリー/O・J・シンプソン事件』                                      | 受賞 |            |
| 2016   | 映画・ミニシリーズ・スペシャル賞                                     | 『アメリカン・クライム・ストーリー/O・J・シンプソン事件』                                      | 受賞 |            |
| 2016   | 個人貢献賞 (ドラマ部門)                                              | サラ・ポールソン                                                                               | 受賞 |            |
| 2016   | 個人貢献賞 (ドラマ部門)                                              | コートニー・B・ヴァンス                                                                        | ノミネート |            |
| 2016   | 批評家選出テレビ賞                                                   | 映画・リミテッドシリーズ賞                                                                     | 『アメリカン・クライム・ストーリー/O・J・シンプソン事件』 | 受賞       |
| 2016   | 批評家選出テレビ賞                                                   | 主演男優賞 (映画・リミテッドシリーズ)                                                          | コートニー・B・ヴァンス | 受賞       |
| 2016   | 批評家選出テレビ賞                                                   | 主演男優賞 (映画・リミテッドシリーズ)                                                          | キューバ・グッディング・ジュニア | ノミネート |
| 2016   | 批評家選出テレビ賞                                                   | 主演女優賞 (映画・リミテッドシリーズ)                                                          | サラ・ポールソン | 受賞       |
| 2016   | 批評家選出テレビ賞                                                   | 助演男優賞 (映画・リミテッドシリーズ)                                                          | スターリング・K・ブラウン | 受賞       |
| 2016   | 批評家選出テレビ賞                                                   | 助演男優賞 (映画・リミテッドシリーズ)                                                          | ジョン・トラボルタ | ノミネート |
|        |                                                                      |                                                                                                | |            |
| 2017   | ゴールデングローブ賞                                                 | 作品賞 (リミテッドシリーズ・テレビ映画部門)                                                    | 『アメリカン・クライム・ストーリー/O・J・シンプソン事件』 | 受賞       |
| 2017   | ゴールデングローブ賞                                                 | 主演男優賞 (リミテッドシリーズ・テレビ映画部門)                                                | コートニー・B・ヴァンス | ノミネート |
| 2017   | ゴールデングローブ賞                                                 | 主演女優賞 (リミテッドシリーズ・テレビ映画部門)                                                | サラ・ポールソン | 受賞       |
| 2017   | ゴールデングローブ賞                                                 | 助演男優賞 (シリーズ・リミテッドシリーズ・テレビ映画部門)                                      | スターリング・K・ブラウン | ノミネート |
| 2017   | ゴールデングローブ賞                                                 | 助演男優賞 (シリーズ・リミテッドシリーズ・テレビ映画部門)                                      | ジョン・トラボルタ | ノミネート |
| 2017   | サテライト賞                                                         | ミニシリーズ・テレビ映画賞                                                                     | 『アメリカン・クライム・ストーリー/O・J・シンプソン事件』 | 受賞       |
| 2017   | サテライト賞                                                         | 主演男優賞 (ミニシリーズ・テレビ映画)                                                          | コートニー・B・ヴァンス | ノミネート |
| 2017   | サテライト賞                                                         | 主演男優賞 (ミニシリーズ・テレビ映画)                                                          | キューバ・グッディング・ジュニア | ノミネート |
| 2017   | サテライト賞                                                         | 主演女優賞 (ミニシリーズ・テレビ映画)                                                          | サラ・ポールソン | 受賞       |
| 2017   | 全米脚本家組合賞                                                     | 長時間番組脚色賞                                                                               | スコット・アレクサンダー、ジョー・ロバート・コール、D・V・デヴィンセンティス、マヤ・フォーブス、ラリー・カラゼウスキー、ウォレス・ウォロダースキー | 受賞       |
| 2017   | アメリカン・フィルム・インスティチュート                             | テレビ番組トップ10                                                                             | 『アメリカン・クライム・ストーリー/O・J・シンプソン事件』 | 受賞       |
| 2017   | 全米映画俳優組合賞                                                   | 男優賞 (テレビ映画・リミテッドシリーズ)                                                        | スターリング・K・ブラウン | ノミネート |
| 2017   | 全米映画俳優組合賞                                                   | 男優賞 (テレビ映画・リミテッドシリーズ)                                                        | コートニー・B・ヴァンス | ノミネート |
| 2017   | 全米映画俳優組合賞                                                   | 女優賞 (テレビ映画・リミテッドシリーズ)                                                        | サラ・ポールソン | 受賞       |
| 2017   | アメリカ映画編集者協会賞                                             | 編集賞 (テレビミニシリーズ・映画部門)                                                          | アダム・ペン、スチュアート・シル、C. Chi-yoon Chung (「女性検察官の苦悩」) | ノミネート |
| 2017   | 美術監督組合賞                                                       | プロダクションデザイン賞 (テレビ映画・リミテッドシリーズ部門)                                  | ジェフリー・モッサ (「100パーセント無罪」「女性検察官の苦悩」「波乱を呼ぶテープ」) | ノミネート |
| 2017   | 全米製作者組合賞                                                     | ロング・フォーム賞                                                                             | スコット・アレクサンダー、ラリー・カラゼウスキー、ライアン・マーフィー、ブラッド・ファルチャック、ニーナ・ジェイコブソン、ブラッド・シンプソン、D・V・デヴィンセンティス、アンソニー・ヘミングウェイ、アレクシス・マーティン・ウッドオール、ジョン・トラボルタ、チップ・ビューセリック | 受賞       |
| 2017   | 映画音響協会賞                                                       | 音響賞 (テレビ映画・ミニシリーズ部門)                                                          | ジョン・バウマン、ジョー・アール、ダグ・アンダハム、ユダ・ゲッツ、ジョン・ゲントナー | 受賞       |
| 2017   | カメラオペレーター協会賞                                             | カメラオペレーター賞 (テレビ部門)                                                              | アンドリュー・ミッチェル | 受賞       |
| 2017   | 英国アカデミーテレビ賞                                               | 国際番組賞                                                                                     | ライアン・マーフィー、ニーナ・ジェイコブソン、ブラッド・シンプソン | 受賞       |